# Hollie Smith
Hollie Smith (17 november 1982) is een Nieuw-Zeelands pop- en soulzangeres. In 1999 bracht zij als zestienjarige haar eerste album uit met de naam Light From a Distant Shore, nadat ze een prijs kreeg als beste zangeres op het nationale jazzfestival van Nieuw-Zeeland. Haar album Humour and the Misfortune of Others kwam uit in mei 2010 en belandde op de eerste plaats van de RIANZ album Top.
- International Standard Name Identifier: 0000 0001 0839 8680
- Library of Congress Control Number: no2010192599
- MusicBrainz: b0f29c65-6268-4dea-9bd9-d7f27804aade
- Virtual International Authority File: 160893268
- WorldCat: E39PBJfH3Ry8MRfq4fYcHxwV4q